# Opactwo Nienburg
Opactwo Nienburg – klasztor benedyktyński w miejscowości Nienburg nad Soławą na terenie Niemiec, istniejący od X do XVI w.

## Historia
Klasztor benedyktyński w Nienburgu powstał w drugiej połowie X w. na terenach, na których następowała w tym okresie ekspansja niemiecka na wschód i zarazem ich chrystianizacja. Początkowo, w 970 r. nowy klasztor benedyktyński powstał w Thankmarsfelde w górach Harz. Fundatorami założenia byli późniejszy margrabia Miśni Thietmar I i jego brat, arcybiskup Kolonii Gero. Już w 975 r. zgodnie z wolą cesarza Ottona II klasztor został przeniesiony do istniejącego już wcześniej zamku w Nienburgu z myślą o chrystianizacji mieszkającej w okolicy ludności słowiańskiej. Prace budowlane związane z przekształceniem zastanych budowli na cele klasztorne trwały ponad 30 lat, a kościół klasztorny (istniejący do dzisiaj) został poświęcony 8 sierpnia 1004 r. w obecności cesarza Henryka II, który wówczas przebywał we wschodnich Niemczech w związku z wojną przeciwko księciu polskiemu Bolesławowi Chrobremu. 
Wraz z przeniesieniem klasztoru Otto II uznał klasztor za jedno z "opactw Rzeszy", co dawało mu dużą niezależność. Szybko stał się najbogatszym zgromadzeniem zakonnym w swoim regionie – sprzyjało mu położenie na ważnym szlaku handlowym, a bogate nadania majątków i praw w pierwszym okresie jego istnienia czynili nie tylko bezpośredni fundatorzy, ale także królowie niemieccy z dynastii saskiej i salickiej (którzy co najmniej kilkakrotnie odwiedzali położone na ówczesnych peryferiach ich władztwa opactwo). Posiadało dzięki temu liczne majątki ziemskie na terytoriach marchii przygranicznych Rzeszy (m.in. miasto Harzgerode). Szczyt potęgi opactwa przypada na pierwszą połowę XII w., ale w 1166 r. straciło ono niezależność i zostało podporządkowane arcybiskupom Magdeburga. W tym okresie w opactwie w Niemburgu działał i napisał swoją kronikę Annalista Saxo. 
Upadek klasztoru nastąpił w XVI w. wskutek reformacji i wojny chłopskiej (1524–1525). W 1563 r. budynki opactwa zostały oddane książętom anhalckim, którzy zamienili je pod koniec XVII w. na zamek używany jako oprawa wdowia dla księżnych. W 1871 r. zamek został sprzedany i użytkowany później jako fabryka słodu. W 1996 część budynków klasztornych zniszczył pożar.
Ciągle istnieje i jest używany w celach sakralnych (zarówno przez katolików, jak i protestantów) dawny kościół opacki pod wezwaniem Najświętszej Marii Panny i św. Cypriana, zbudowany w stylu romańskim i przebudowany w XIII w. w stylu gotyckim. Romańskie pozostałości można odnaleźć także w dawnych zbudowaniach klasztornych.